# Thracia

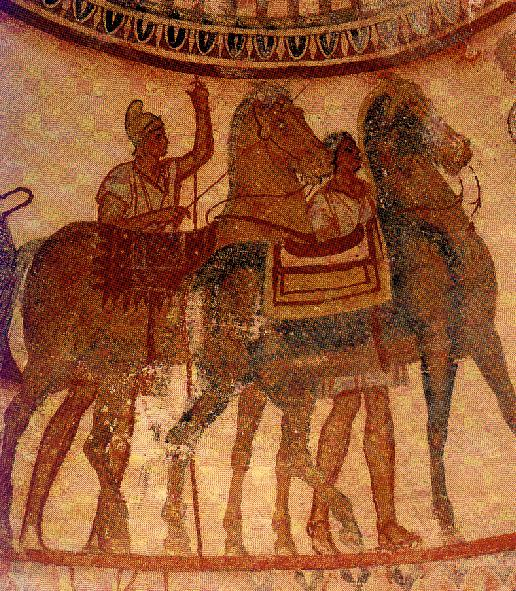
Tranh trong huyệt mộ của người Thracia ở Kazanlak

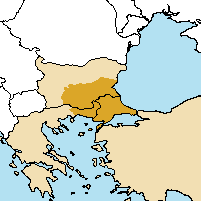
Vùng Thracia lịch sử cùng với biên giới ba nước Bulgaria, Hy Lạp và Thổ Nhĩ Kỳ

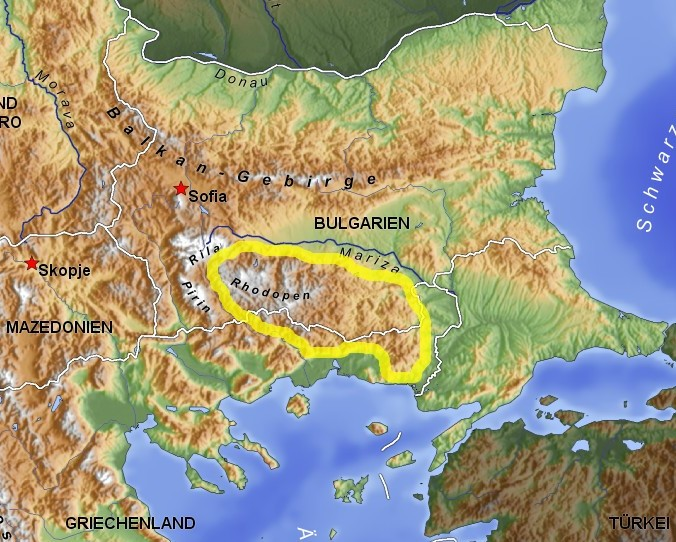
The physical-geographical boundaries of Thrace: the Balkan Mountains, the Rhodope Mountains and the Bosphorus.

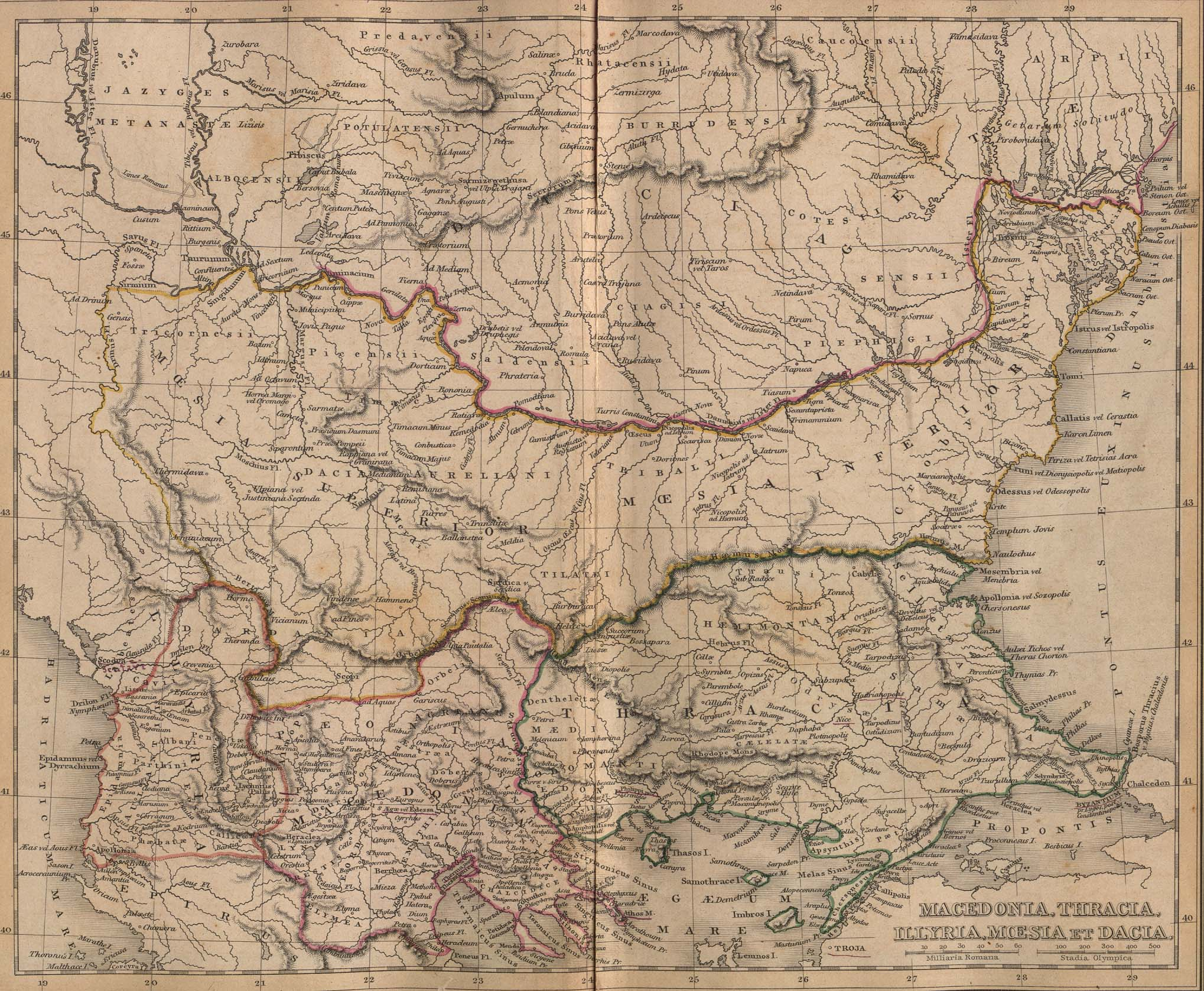
Classical Thrace and environs, từ Classical Atlas to Illustrate Ancient Geography của Alexander G. Findlay, New York, 1849.

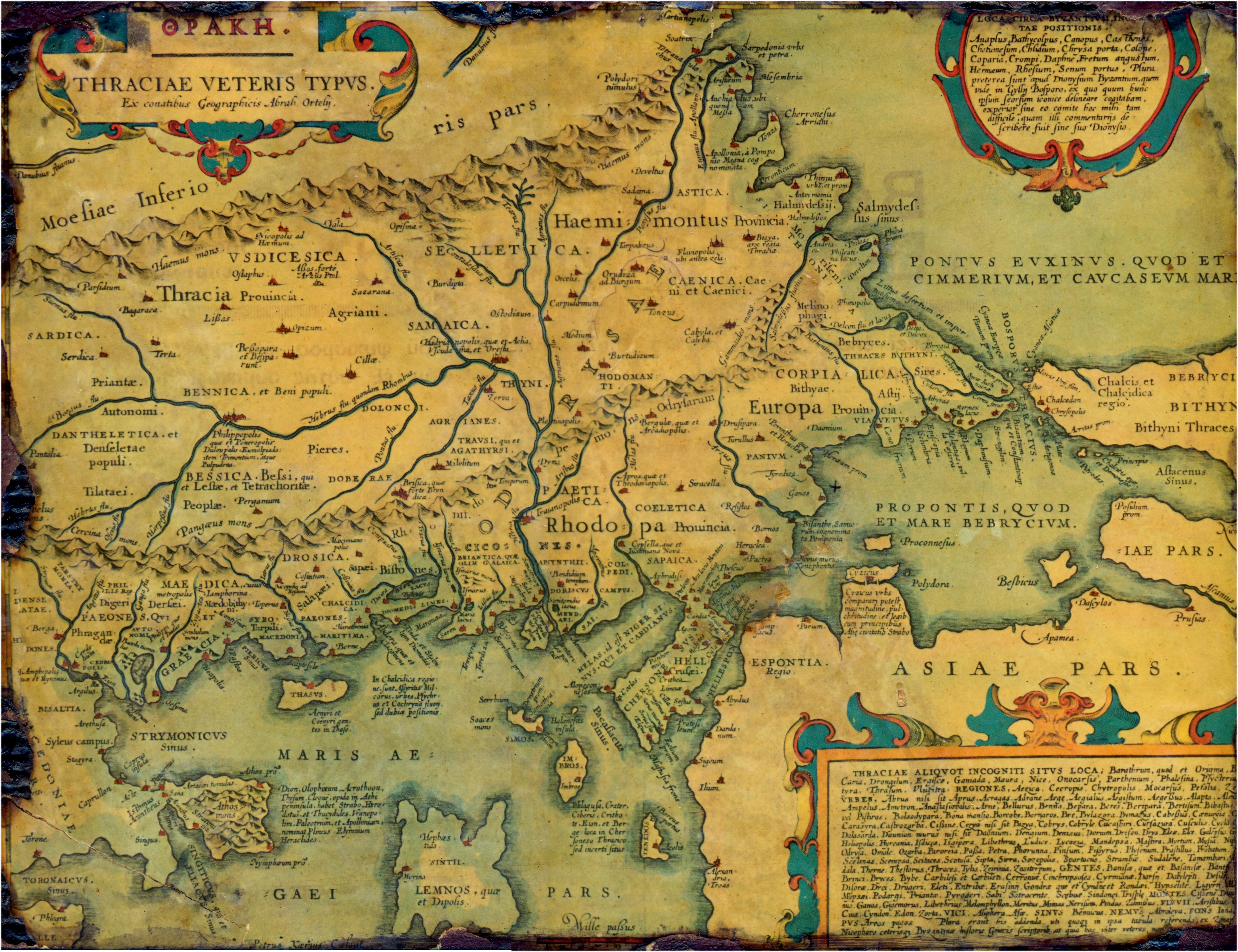
Thraciae veteris typvs.

Thracia (/θreɪs/; tiếng Bulgaria: Тракия, Trakiya, tiếng Hy Lạp: Θράκη, Thráki, tiếng Thổ Nhĩ Kỳ: Trakya) là một vùng đất lịch sử thuộc khu vực Đông Nam Âu, sang thế kỷ 20 bị chia cho ba quốc gia: Bulgaria (Bắc Thracia), Hy Lạp (Tây Thracia), và Thổ Nhĩ Kỳ (Đông Thracia). Ở Thổ Nhĩ Kỳ, Thracia còn có tên là Rumeli. Địa danh Thracia là gọi theo một tộc người nguyên thủy sinh sống ở đó mà cổ sử ghi là người Thracia. Tộc người này phân bố trên khắp một dải đất trải dài từ Trung Âu đến Đông Nam Âu.

## Địa lý

### Biên giới
Ranh giới lịch sử của Thracia có sự khác nhau. Thracia cổ xưa (tức là nơi mà các dân tộc trên lãnh thổ Thracia sinh sống) ngày nay bao gồm Bulgaria, phần châu Âu của Thổ Nhĩ Kỳ, phía đông-bắc Hy Lạp và các phần của phía đông Serbia và phía đông Cộng hòa Bắc Macedonia. Một sự thật đáng chú ý rằng, vào thời sơ khai, người Hy Lạp cổ đại sử dụng thuật ngữ "Thracia" để chỉ tất cả các vùng lãnh thổ phía bắc của Hy Lạp (Thessaly) là nơi sinh sống của người Thracia, một khu vực "không có ranh giới xác định" gồm cả những vùng khác (như Macedonia và thậm chí cả Scythia). Theo quan niệm Hy Lạp cổ đại, Trái Đất được chia thành "Asia, Libya, Europa và Thracia". Khi kiến thức về địa lý thế giới của người Hy Lạp được mở rộng: Thracia bao gồm các vùng đất giáp sông Danube ở phía bắc, bởi biển Euxine (biển đen) về phía đông, miền bắc Macedonia ở phía nam và các vùng đất của người Illyria ở phía tây. Điều này khá trùng khớp với biên giới thay đổi theo thời gian của vương quốc của người Odrysia (một bộ tộc Thracia). Sau cuộc chinh phục của người Macedonia, biên giới trước đây của vùng này với Macedonia đã được chuyển từ sông Struma sang sông Mesta. Điều này tồn tại cho đến cuộc xâm lược của người La Mã. Trong thời kỳ đầu, tỉnh Thrace của La Mã thuộc phạm vi này, nhưng sau khi cải cách hành chính vào cuối thế kỷ thứ 3, lãnh thổ Thracia bị thu hẹp nhiều trở thành sáu tỉnh nhỏ tạo nên giáo phận Thrace. Thời kỳ đế quốc Đông La Mã trung cổ, Thrace chỉ bao gồm phần ngày nay là Đông Thrace.

### Các thành phố của Thracia
Bulgaria:
- Ahtopol (tiếng Hy Lạp: Αγαθούπολη /Agathopolis; tiếng Thổ Nhĩ Kỳ: Ahtabolu)
- Ardino (tiếng Thổ Nhĩ Kỳ: Eğridere)
- Asenovgrad (tiếng Hy Lạp: Στενήμαχος / Stenimachos)
- Aytos (tiếng Hy Lạp: Αετός / Aetos; tiếng Thổ Nhĩ Kỳ: Aydos)
- Batak
- Burgas (tiếng Thổ Nhĩ Kỳ: Burgaz, Greek: Πύργος Pyrgos)
- Chirpan
- Devin
- Dimitrovgrad
- Dospat
- Elhovo (tiếng Thổ Nhĩ Kỳ: Kavaklı)
- Harmanli
- Haskovo (tiếng Thổ Nhĩ Kỳ: Hasköy)
- Hisarya
- Ivaylovgrad (tiếng Hy Lạp: Αρτάκη / Artake; tiếng Thổ Nhĩ Kỳ: Ortaköy)
- Kardzhali (tiếng Thổ Nhĩ Kỳ: Kırcaali)
- Karlovo (tiếng Thổ Nhĩ Kỳ: Karlıova)
- Karnobat (tiếng Thổ Nhĩ Kỳ: Karinabat)
- Kazanlak (tiếng Thổ Nhĩ Kỳ: Kazanlık)
- Kotel
- Krichim
- Krumovgrad (tiếng Thổ Nhĩ Kỳ: Koşukavak)
- Madan
- Nova Zagora (tiếng Hy Lạp: Νέα Ζαγορά / Nea Zagora)
- Panagyurishte (tiếng Hy Lạp: Παναγιούριστα / Panagiourista; tiếng Thổ Nhĩ Kỳ: Otlukköy)
- Pazardzhik (tiếng Thổ Nhĩ Kỳ: Pazarcık)
- Peshtera (tiếng Hy Lạp: Περιστέρα / Peristera)
- Plovdiv (tiếng Thổ Nhĩ Kỳ: Filibe, Greek: Φιλιππούπολη Philippoupoli)
- Pomorie (tiếng Hy Lạp: Αγχίαλος / Anchialos)
- Radnevo
- Sliven (tiếng Hy Lạp: Σήλυμνος / Selymnos; tiếng Thổ Nhĩ Kỳ: İslimye)
- Smolyan (tiếng Thổ Nhĩ Kỳ: Ahiçelebi veya Paşmaklı)
- Sofia (ancient Serdica) (tiếng Thổ Nhĩ Kỳ: Sofya)
- Sozopol (tiếng Hy Lạp: Σωζόπολη / Sozopoli; tiếng Thổ Nhĩ Kỳ: Süzebolu)
- Stara Zagora (tiếng Hy Lạp: Παλαιά Ζαγορά / Palaea Zagora; tiếng Thổ Nhĩ Kỳ: Eski Zağra)
- Topolovgrad (tiếng Thổ Nhĩ Kỳ: Kavaklı, Greek: Καβακλή / Kavakli)
- Tsarevo (tiếng Hy Lạp: Βασιλικό / Vassiliko)
- Tylis (tiếng Hy Lạp: Τύλις / Tylis)
- Zlatograd (tiếng Thổ Nhĩ Kỳ: Darıdere)
- Pistiros (tiếng Hy Lạp: Πίστειρος / Pistiros)
- Seuthopolis (ancient city) (tiếng Hy Lạp: Σευθούπολις / Sefthoupolis)
- Yambol (tiếng Hy Lạp: Υάμπολις / Yampolis; tiếng Thổ Nhĩ Kỳ: Yanbolu)

Hy Lạp:
- Alexandroupoli (tiếng Bulgaria: Дедеагач / Dedeagach; tiếng Thổ Nhĩ Kỳ: Dedeağaç)
- Abdera
- Didymoteicho (tiếng Bulgaria: Димотика / Dimotika; tiếng Thổ Nhĩ Kỳ: Dimetoka)
- Komotini (tiếng Thổ Nhĩ Kỳ: Gümülcine, Bulgarian: Гюмюрджина / Gyumyurdzhina)
- Lavara (tiếng Thổ Nhĩ Kỳ: Saltıköy)
- Pythio (tiếng Thổ Nhĩ Kỳ: Kuleliburgaz)
- Maronia
- Nea Orestiada (tiếng Thổ Nhĩ Kỳ: Kumçiftliği)
- Samothrace (tiếng Thổ Nhĩ Kỳ: Semadirek hoặc Semendirek; tiếng Bulgaria: Самотраки / Samotraki)
- Sapes (tiếng Thổ Nhĩ Kỳ: Şapçı; tiếng Bulgaria: Шапчи)
- Xanthi (tiếng Bulgaria: Ксанти / Ksanti hoặc Скеча / Skecha; tiếng Thổ Nhĩ Kỳ: İskeçe)

Thổ Nhĩ Kỳ:
- Çerkezköy
- Çorlu (tiếng Hy Lạp: Τυρολόη / Tyroloi; tiếng Bulgaria: Чорлу / Chorlu)
- Demirköy (tiếng Bulgaria: Малък Самоков / Malak Samokov)
- Edirne (tiếng Hy Lạp: Αδριανούπολις / Adrianoupolis; tiếng Bulgaria: Одрин / Odrin), tái lập bởi Hadrianus
- Uzunköprü (tiếng Hy Lạp: Μακρά Γέφυρα / Makra Gefyra; tiếng Bulgaria: Узункьопрю / Uzunkyopryu)
- Gelibolu (tiếng Hy Lạp: Καλλίπολις / Κallipolis; tiếng Bulgaria: Галиполи / Galipoli)
- Keşan (tiếng Hy Lạp: Κεσσάνη / Kessani; tiếng Bulgaria: Кешан / Keshan)
- Lüleburgaz (tiếng Hy Lạp: Αρκαδιόπολις / Arkadiopolis; tiếng Bulgaria: Люлебургас / Lyuleburgas)
- Kırklareli (tiếng Bulgaria: Лозенград / Lozengrad; tiếng Hy Lạp: Σαράντα Εκκλησιές, Saranta Ekklisyes(=Bốn mươi nhà thờ))
- Tekirdağ (tiếng Hy Lạp: Ραιδεστός / Raedestos; tiếng Bulgaria: Родосто / Rodosto)
- Istanbul (phần thuộc châu Âu) (tiếng Hy Lạp: Κωνσταντινούπολις / Konstantinoupolis; tiếng Bulgaria: Цариград / Tsarigrad hoặc Константинопол / Konstantinopol hoặc Византион / Vizantion, tên Hy Lạp cổ nhất)
- Sestos

## Lịch sử

### Thời cổ đại và La Mã
Người Thracia bản xứ chia thành nhiều bộ tộc. Khu vực này do Đế chế Ba Tư kiểm soát ở mức độ cao nhất, và người Thracia đã tham gia trong quân đội Ba Tư. Sau này, những binh lính Thracia đã theo chân Alexander đại đế vượt qua eo biển Hellespontos giáp với Thracia để xâm lược chính Ba Tư.
Người Thracia không tự đặt tên cho dân tộc mình, các thuật ngữ như Thracia hay Thrace chỉ đơn giản là do người Hy Lạp đặt cho họ.
Dù phân chia làm nhiều bộ tộc, người Thracia không có một tổ chức chính trị lâu dài cho đến khi vương quốc Odrysia được thành lập trong thế kỷ 4 TCN. Cũng giống như người Illyria, các bộ tộc Thracia ở miền núi có truyền thống dũng mãnh và thiện chiến, trong khi những cư dân vùng đồng bằng ôn hòa hơn. Các khu vực của Thrace đặc biệt là ở phía nam bắt đầu bị Hy Lạp hóa khi các thuộc địa của người Athen và Ionia được thiết lập ở Thrace từ trước Chiến tranh Peloponnisos. Thuộc địa của người Sparta và dân tộc Doria khác cũng đã theo họ tới đây sau chiến tranh. Sự quan tâm đặc biệt của Athen đối với Thrace được nhấn mạnh bởi rất nhiều tìm thấy đồ bạc của người Athen trong các lăng mộ ở Thracia. Vào năm 168 TCN, sau cuộc chiến tranh Macedonia lần thứ ba và sự khuất phục của Macedonia trước người La Mã, Thrace cũng mất độc lập và trở thành chư hầu của La Mã. Vào cuối thế kỷ I trước Công nguyên, Thrace mất đi vị thế là một vương quốc khi người La Mã bắt đầu chỉ định trực tiếp các vị vua của họ. Tình trạng này kéo dài cho đến năm 46 sau Công nguyên, khi người La Mã đặt Thrace thành một tỉnh của La Mã.